# Attalea dubia

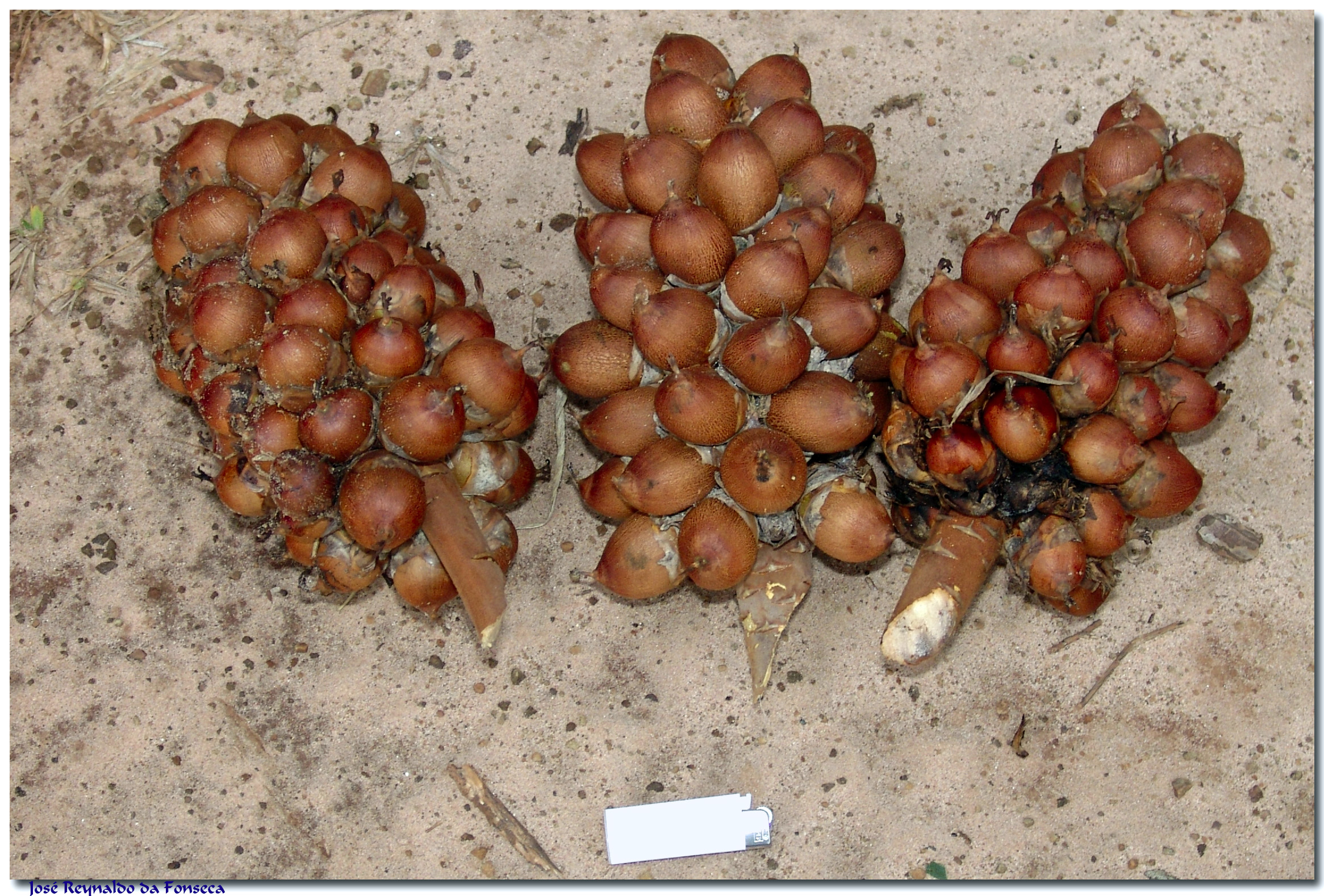
Fruchtstände von Attalea dubia, mit Feuerzeug zum Größenvergleich.

 Attalea dubia  ist eine Palmenart aus der Gattung Attalea, die in der Mata Atlântica in Ostbrasilien (Atlantikküste, Bundesstaaten Santa Catarina bis Rio de Janeiro) vorkommt. Sie wächst häufig im Sekundärwald auf gut entwässernden bis steinigen Hanglagen, wo sie unter guten Bedingungen dichte Bestände bilden kann. Im Primärwald ist sie jedoch seltener anzutreffen.
In der Sprache der Ureinwohner der Region (Tupí-Guaraní) heißt diese Palme Indaiá. Auf diesen Namen lassen sich die Namen der brasilianischen Gemeinden Indaiatuba und Indaial zurückführen.

## Beschreibung
Die Palme erreicht eine Wuchshöhe von 5 bis 7 Metern, in Ausnahmefällen bis 25 Meter. Der Stammdurchmesser beträgt 20 bis 35 cm. Sie trägt 20 bis 30 (bis 35) gefiederte Blätter, die 2 bis 3 Meter lang werden. Die einzelnen Blattfiedern sind an der Achse unregelmäßig in Gruppen angeordnet und weisen in verschiedene Richtungen. Die Blütenstände stehen zwischen den Blättern. Die männlichen Blüten besitzen flach ausgebreitete Blütenblätter und sechs bis neun ungekrümmte Staubblätter. Die Fruchtstände können eine Länge von 1 bis 1,5 Metern erreichen. Zwischen Juni und November erzeugt sie eine hohe Anzahl Früchte, die essbar sind und auch vielen Tieren als Nahrung dienen. Die Früchte sind 6 bis 6,5 cm lang, 3 cm im Durchmesser und beinhalten 1 bis 2 Samen.

## Taxonomie
Attalea dubia wurde 1845 von Carl Friedrich Philipp von Martius als Orbignya dubia in Historia Naturalis Palmarum Band 3, Seite 304, Tafel 169 Figur 6 erstbeschrieben. Die Art wurde 1929 von Karl Ewald Maximilian Burret in Notizblatt des Botanischen Gartens und Museums zu Berlin-Dahlem Band 10, Seite 516, 537 als Attalea dubia (Mart.) Burret in die Gattung Attalea gestellt. Ein Synonym ist Attalea indaya Drude.